# Løve Live
Pour les articles homonymes, voir Løve.
Ne doit pas être confondu avec Love Live!.
Albums de Julien Doré
Piano SØLO
(2014) &
(2016)
Løve Live est le premier album live de Julien Doré, paru le 9 février 2015.
L'album comporte 18 titres. « Corbeau blanc » est le premier clip live, de l'album.

## Liste des titres
| No  | Titre               | Auteur      | Durée |
| --- | ------------------- | ----------- | ----- |
| 1.  | Viborg              | Julien Doré | 7:51  |
| 2.  | Hotel Thérèse       | Julien Doré | 4:51  |
| 3.  | Habemus Papaye      | Julien Doré | 3:29  |
| 4.  | London nous aime    | Julien Doré | 3:12  |
| 5.  | Chou Wasabi         | Julien Doré | 4:06  |
| 6.  | Kiss Me Forever     | Julien Doré | 5:40  |
| 7.  | Femme Like U        | Julien Doré | 2:09  |
| 8.  | Balto               | Julien Doré | 3:36  |
| 9.  | Heaven              | Julien Doré | 3:08  |
| 10. | Winnipeg            | Julien Doré | 7:02  |
| 11. | Les Limites         | Julien Doré | 4:23  |
| 12. | Paris-Seychelles    | Julien Doré | 3:08  |
| 13. | Platini             | Julien Doré | 4:55  |
| 14. | Bleu canard         | Julien Doré | 4:44  |
| 15. | On attendra l’hiver | Julien Doré | 4:42  |
| 16. | Corbeau blanc       | Julien Doré | 11:55 |
| 17. | Mon apache          | Julien Doré | 6:04  |
| 18. | I Need someone      | Julien Doré | 4:29  |